# Limbarda
Limbarda là một chi thực vật có hoa trong họ Cúc (Asteraceae).

## Loài
Chi Limbarda gồm các loài:
- Limbarda crithmoides (L.) Dumort. - (golden samphire) - Mediterranean Region and British Isles
- Limbarda salsoloides (Turcz.) Ikonn. - Mongolia

Loài trước đây
Limbarda japonica (Thunb.) Raf. - Inula japonica Thunb.